# Molophilus (Molophilus) pretiosus
Molophilus (Molophilus) pretiosus is een tweevleugelige uit de familie steltmuggen (Limoniidae). De soort komt voor in het Neotropisch gebied.